# مارکو نیچتی
مارکو نیچتی (انگلیسی: Marco Nichetti؛ زادهٔ ۲۲ دسامبر ۱۹۹۶) بازیکن فوتبال است.